# Свети Архангел Михаил (Раковски)
Вижте пояснителната страница за други значения на Свети Архангел Михаил.
„Свети архангел Михаил“ е християнска църква в град Раковски, България, част от Софийско-пловдивската епархия на Римокатолическата църква. Църквата е енорийски храм на квартал Секирово (Балтаджии). В енорията са родени католическите епископи Винкенти Пеев, Иван Романов, Симеон Коков, и Георги Йовчев. Затова някога село Секирово е било наричано „владишкото село“.

## История
Първите сведения за покръстване в Балтаджии са в регистър на венчавки и кръщенета от 1695 – 1699 г. воден от отец Димитър Миркович от съседното село Калъчлии. Преди XIX век не е имало постоянен свещеник в село Балтаджии. Вярващите са обслужвани от приходящ свещеник от енорията „Пресвето сърце Исусово“ в Калъчлии, което в края на XVIII век за известно време е седалище на епископа или от енорията „Свети Петър и Павел“ в село Даваджово. Сведения има за отците Джакомо Йошич и Михаил Добромиров. Сведения за Балтаджии са оставени също от епископ Павел Гайдаджийски и епископ Петър Ковачев. През 1794 г. епископ Петър Ковачев съобщава, че при посещението си в Балтаджии е намерил 384 души, но не споменава за постоянен свещеник и енорийска къща, както е направил за Калъчлии.

### XIX век
Документирани сведения за постоянен свещеник в Балтаджии има за отец Йосиф Арабаджийски, който е назначен за енорист в селото след завръщането си в България през 1832 г. Първата църква в селото е построена през 1839 г. от отец Франческо Пеликан от ордена на редемптористите.
След пристигане на отец Андреа Канова от ордена на капуцините в България през 1841 г., той е бил поканен да освети новоизградената църква. Той отказва с мотива, че постройка от плет и кал не може да бъде храм. През септември 1842 г. Андреа Канова се опитва да получи разрешение да се построят по-подходящи храмове първо в Балтаджии и Даваджово, и след това в другите села, но турската власт е отказала. В по-късен етап през 1844 г. е получен султански ферман само за две малки църкви. На 24 ноември 1844 г. първата църква (с масивен строеж) е благословена в селото. Свещеник отново е отец Йосиф Арабаджийски.
Като се възползва от препотвърждаването на религиозните свободи с Хатихумаюна от 1856 г. и от покровителството на европейските консули в Пловдив, Канова построява храмове във всички католически села. В Балтаждии е построена по-голяма църква, която е благословена през август 1867 г.Свещеник е отец Яко Яковски.
След Освобождението на България много жителите на селото, които са работели по турските чифлици, се прибират да живеят постоянно в селото. Появява се необходимост от по-голяма църква. Отец Ернесто Саватоне започва да събира средства за нова църква. Така на 8 май 1887 г. е поставен първият ѝ камък. Благославянето е извършено от помощник-епископ Роберто Менини, упълномощен от епископ Франческо Рейнауди. Сградата е била проектирана от италианеца Визети – инспектор по Източните железници (проектирал след това един незавършен проект – трамвайна линия в Пловдив).
След посещение на видния български учен д-р Любомир Милетич в селото в края на XIX век, той пише, че „И тук черквата е много хубава и голяма, почти колкото и Калъчлийската (50 метра дълга, 18 метра широка), само дето е по-ниска.“ Храм е бил украсен в ломбардски стил.
След отец Ернесто до края на века в енорията са служели отците Никола Делянин (1892), Арсен (1893), италианеца Иван Непомук (1894) и Ангел Бадов (1899).

### XX век
В началото на века е постоена камбанария. Може да се предположи, че тя е дело на архитект Мариано Пернигони, проектирал подобни камбанарии за катедралния храм „Свети Лудвиг“ в Пловдив и църквата „Пресвето сърце Исусово“. Отец Ангел Бадов поел посредничество между своите миряни и изселващите се от Алифаково турци при откупуването на техните земи. По време на войните енористи са отците Амброзий Комаров (1912 и 1915) и Грегорий Гайдаджийски (1914). През 1918 г. католиците в енорията наброяват около 3700. Енорист отново е настоятелят на капуцините в България отец Ангел Бадов с двама помощници.
В двора на църквата през 1914 г. е изграден паметник (камък, 2,5 м x 0,7 м) на 1 офицер, 2 подофицери и 58 редници от енорията, загинали в Балканските войни. Паметникът е изграден със средства на близките с надпис „В памет на падналите войници от с. Балтаджии през Освободителната война 1912-1913 г. От родители, роднини и приятели“. През 1920 г. също в двора на храма е изграден втори паметник. Той е на 38 редници от енорията, загинали в Европейската война.
През 1926 г. църковно настоятелство на храма решава да поръча две камбани от Италия с тонове „до диез“ и „еа (ла) диез“. За тази цел настоятелството иска да се освободи от вносно мито поръчка, поради факта, че в България не могат да се произвеждат камбани с точно определени тонове. Назначена е експертна комисия за приемането и одобрението на внесените от Италия две камбани. Същата обаче установява, че тоновете на камбаните не отговарят на поръчаните и църковното настоятелство отказва да ги приеме като несъобразени с тяхната поръчка. Началникът на Търговското и индустриално отделение при Министерството на търговията, промишлеността и труда Радев с телеграма № 2071 от 5 май 1926 г. запитва фирма Велеганов дали фабриката им може да лее камбани с точно определен тон и получава утвърдителен отговор. Поръчката е реализирана от Благо Велеганов и приета от комисия в състав: отец Иван Говедаров, дългогодишен органист и диригент на църковния хор при катедралата „Свети Лудвиг“, специализирал музика във Виена и Близнаков – тогавашен секретар на Пловдивската търговско-индустриална камара. От 1927 г. енорист е отец Самуил Рончев.
Чирпанското земетресение през април 1928 разрушава храмовете в пловдивските католически села. След земетресението от „Свети архангел Михаил“ остават непокътнати само статуите от олтара и кръстът с Исус Христос. В годините след земетресението до освещаване на новите църкви, частни плевници са оборудвани и използвани за църковни служби.
На 24 март 1930 г. е благосновен основният камък и започва изграждане на църквата. По същото време започва и строежът на храмовете на съседните католически села – „Пресвето Сърце Исусово“ в Калъчлии, „Непорочно Зачатие Богородично“ в Алифаково, „Свети Франциск Асизки“ в село Герен и „Свети Антон Падуански“ в село Салалии. Главна заслуга за това има апостолическият делегат в България Анджело Ронкали. Населението на Балтаджи – около 4000 души, участва с доброволен труд. Всички волски и конски коли са били използвани за пренасяне на строителни материали.
Църквите „Пресвето сърце Исусово“ и „Свети архангел Михаил“ са изработени по един и същи проект. Проектът е за храмове с дължина 73 м и ширина 24 м. Височината на камбанариите е 41 м. Сградите са трикорабни базилики, побиращи около 2000 богомолци всяка (със 750 места за сядане), с по две квадратни камбанарии. Те са проектирани от архитект Камен Петков. Задачата да построи църквите в град Раковски арх. Петков получава след конкурс между няколко български и италиански архитекти, журиран във Ватикана.
Твърди се, че двете църкви-близначки в град Раковски са вторите по големина католически храмове на Балканския полуостров.
Храмът „Свети архангел Михаил“ е осветен на 8 декември 1931 г. от епископ Винкенти Пеев. По това време енорийски свещеник е отец Самуил Йозов Рончев. През 1936 г. той купува часовник, който монтира върху църквата. След него енорийски свещеник е отец Лавренти Стрехин.
По време на следобедна служба през октомври 1944 г., отец Флавиан Манкин е насилствено отвлечен от църквата. Двама от неговите миряни – Гено Буров и Рафаел Пеев, опитали се да го защитят, са също арестувани от народната милиция. Предполага се, че те са убити рано сутринта на 21 октомври 1944 г. в гората около река Стряма.
- Стъклописи на блажени и мъченици на вярата, родени в Раковски
- Витраж на епископ Иван Романов
- Витраж на отец Флавиан Манкин
- Витраж на Гено Буров
- Витраж на Рафаел Пеев

През 1952 г. по така наречените католически процеси родените в енорията свещеници Дамян Гюлов, Рафаил Пеев, Марин Петков и епископ Иван Романов са осъдени на 12 години лишаване от свобода, а отците Франц Нонов и Георги Митов – на десет. Два месеца по-късно епископ Иван Романов умира в затвора. Отец Лъв Рончев е дълги години енорист в енорията след излизане от затвора, където излежава 12-годишна присъда по големия католически процес от 1952 г.
Енорийският дом е конфискуван и в края на 50-те години в него е настанено родилно отделение. След това сградата е използвана от читалище „Девети септември“ и районното управление на Министерството на вътрешните. След пожар в края на 70-те години сградата на бившия енорийски дом е съборена.
През 1957 г. в енорията започва подготовка на двама младежи за свещеници – Богдан Бакалски от Дуванли и Йозо Пищийски от Генерал Николаево. Пищийски е ръкоположен за свещеник на 15 ноември 1959 г. от епископ Кирил Куртев в църквата „Възнесение Господне“ в Пловдив. През 1974 г. отец Йозо Пищийски е назначен за енорийски свещеник в енорията, където служи до 1999 г. С преобразуването на Софийско-пловдивския викариат в епархия през 1979 г. е създадена длъжността генерален викарий на епархията. Oтец Йосиф Пищийски заема този пост до смъртта си през 2005 г. След политическите промени през 1989 г. отец Пищийски построява нов енорийски дом до църквата. След него енорист е неговият племенник – отец Йовко Пищийски.
В края на 1970-те на фасадата на храма са монтирани 5 статуи: гипсова статуя на Исус Христос с височина 3,20 м и 4 дървени статуи с височина 2,40 м  на светците Франциск Ксаверий, Лаврентий дякон и мъченик и др. В края на XX в. дървените статуи са премесени в залата на културен център „Спиритус“ към храма „Свети Дух“ в Пловдив. Статуята на Исус Христос е демонтирана през 2018 г. поради повреда от климатичните условия.

### XXI век
Църквата е основно ремонтирана в началото на XXI век. На 10 ноември 2002 г. по линията на „Каритас България“ се открива специален медицински център за обслужване на тежко болни хора по домовете от специално обучен за целта персонал с договор с болницата в града. Скоро след това в енорията започва строителството на манастира „Сестри Бенедиктинки от Тутцинг“. През есента на 2005 г. отец Йовко Пищийски заминава да продължи образованието си в Рим. След него енорист е отец Румен Станев.
При реставрирането на главния олтар на църквата през 2013 г. е открито писмо от 1919 г., адресирано „до този, който го отвори пръв“. Негов автор е енорийският свещеник по това време отец Самуил Рончев. На четири страници се съдържа различна информация, една част от която е свързана с историята за сглобяването на олтара, който е взет от църква в Одрин, която турците затварят. Описано е, че това е вече двадесетият олтар, който майстор от Калояново прави в епархията. При реставрирането е забелязано, че олтарът е снаден с разминавания. В писмото се казва още, че въпреки трудните времена след войните, хората са помагали много за поддръжката на храма и монтирането на олтара. Описани са и кои са били монахините и за какво са се грижили. Има информация за живота по онова време, като се дават и сведения за стойността на различни продукти, необходими в ежедневието и са приложени монети и хартиени парични знаци.
През 2016 – 2018 г. с дарения и доброволен труд на вярващите е построен гробищният параклис „Свети Йосиф“. Храмът е ремонтиран през есента на 2018 г. На 6 май 2019 г. по време на Апостолическото поклонничество на папа Франциск в България в църквата се провежда среща на папата с над 750 представители на католическата общност в България.
През август 2019 г. започва демонтирането на тръбен орган от енория „Свети Иван Мари Виане“ в град Базел в Швейцария и транспортирането му до църквата. За неговото сглобяване в храма през лятото на 2020 г. пристигат трима музикални специалисти от Швейцария, Италия и Франция. Органът е благословен на 10 септември 2020 г. от епископ Румен Станев. От есента на 2020 г. енорист е отец Неделчо Начев. През 2020 г. са регистрирани 69 кръщения, 116 погребения и 12 венчавки. Кръщенията и погребенията са сравними с предходните години, но венчавките са по-малко, което може да се обясни с предприетите ограничения във връзка с пандемията.
Процесът за беатификация на отец Фортунат Бакалски започва на 3 май 1985 г. с писмо от отец Йосиф Търновалийски, който събира документите, свързани с отец Фортунат. На 25 август 1998 г. към процеса са присъединени и отец Флавиан Манкин и епископ Иван Романов. На 23 октомври 2023 година в храма е проведена първата публична сесия от беатификационния процес на тримата мъченици на вярата от Софийско-Пловдивската епархия. На сесията присъстват епископите Георги Йовчев, Христо Пройков, Румен Станев и свещеници от трите български католически епархии, сестри от различни конгрегации. На публичната сесия присъства и Апостолическият нунций в България архиепископ Лучано Суриани. По време на сесията са прочетени биографиите на мъчениците, положени са клетви от назначените на различни длъжности за изпълнението на тази кауза и са подписани и подпечатани необходимите документи.
Храмов празник – 29 септември.

### Духовници, родени в енорията
- отец Йосиф Ружин, ръкоположен за свещеник на 8 март 1879 г.
- отец Иван Спасов, ръкоположен на 20 септември 1879 г.
- отец Франциск Пачов
- епископ Викенти Пеев, ръкоположен за свещеник на 15 март 1896 г. и за епископ на 13 декември 1912 г.
- отец Винкенти Кисов, ръкоположен на 28 септември 1896 г.
- отец Антон Йовчев, ръкоположен за свещеник през 1898 г.
- епископ Иван Романов, ръкоположен за свещеник на 21 януари 1901 г. и за епископ на 4 октомври 1942 г.
- отец Георги Гиев, ръкоположен за свещеник през 1901 г. Награден с кавалерски кръст на ордена „Св. Александър“ от цар Борис III.
- отец Франческо Чувалков, ръкоположен за свещеник на 24 септември 1904 г.
- отец Бенедикт Чувалков, ръкоположен на 23 декември 1905 г.
- отец д-р Дамян Гюлов, ръкоположен за свещеник на 31 януари 1910 г.
- отец Козма Гюлов, ръкоположен за свещеник на 31 януари 1910 г.
- отец Августин Плачков, ръкоположен за свещеник през 1917 г.
- епископ Симеон Коков, ръкоположен за свещеник на 29 януари 1923 г. и за епископ на 4 декември 1960 г.
- отец Богдан Гиев, ръкоположен за свещеник през 1923 г.
- отец Йосафат Марков, ръкоположен за свещеник през 1923 г.
- отец Йосиф Кривчев, ръкоположен за свещеник на 17 март 1923 г.
- отец Богдан Табаков, починал през 1975 г.
- отец Мариян Петков, ръкоположен за свещеник през 1933 г.
- отец Иван Гаджов, ръкоположен за свещеник 13 август 1933 г.
- отец Арсен Антонов, ръкоположен за свещеник на 17 март 1934 г.
- отец Венко Плачков, ръкоположен за свещеник 2 септември 1934 г.
- отец Недялко Романов, ръкоположен за свещеник 2 септември 1934 г.
- отец Георги Митов, ръкоположен на 30 март 1937 г.
- отец Амброзий Ружин, ръкоположен за свещеник през 1940 г.
- отец Йероним Генчев, ръкоположен за свещеник на 24 декември 1940 г.
- отец Рафаил Пеев, ръкоположен за свещеник на 20 септември 1941 г.
- отец Франц Нонов, ръкоположен за свещеник през 1942 г.
- отец Венцислав Домовчийски, починал през 1978 г.
- отец Климент Ночев, ръкоположен през 1942 г.
- oтец Доменик Романов
- отец Георги Арлашки, ръкоположен за свещеник 4 декември 1949 г.
- отец Петър Изамски, ръкоположен за свещеник на 25 март 1958 г.
- епископ Георги Йовчев, ръкоположен за свещеник на 9 май 1976 г. и за епископ на 6 юли 1988 г.
- отец Младен Плачков, ръкоположен за свещеник на 28 юни 2008 г

### Монахини, родени в енорията
- сестра Агата Момина (1928-неизв.) - евхаристинка;
- сестра Ана Друмчийска (29 октомври 1927-25 декември 1974) (рождено име Марияна, Ана-Мария, Захари) - йосифинка;
- сестра Бисериона Карпарова (неизв.-неизв.);
- сестра Власта Карпарова (29 октомври 1909-25 юни 1963) (рождено име Катерина) - викентинка;
- сестра Даниела Кьолова (Гиева) (неизв.-неизв.) - викентинка;
- сестра Елена Гелендрина (неизв.-неизв.);
- сестра Елена Койрушка (неизв.) - евхаристинка;
- сестра Елена Плачкова (неизв.-неизв.);
- сестра Жоашен Силикчийска (18 юли 1920 – 5 октомври 1997) (рождено име Анка) - йосифинка;
- сестра Леонарда Плачкова (неизв.-неизв.);
- сестра Лициния Плачкова (4 април 1918-14 април 1987) (рождено име Валентина) - викентинка;
- сестра Мариана Гаджева (неизв.-неизв.);
- сестра Мария Нонова (неизв.) - евхаристинка;
- сестра Михаела Гаджева (неизв.-неизв.) (рождено име Чола) - евхаристинка;
- сестра Мугова (неизв.);
- сестра Надя Ружина (24 април 1988) - бенедиктинка;
- сестра Пена Бравова (1896-неизв.) - евхаристинка;
- сестра Стева Алтова (Дюлгерска) (неизв.-неизв.) – евхаристинка;
- сестра Тереза Лесова (Пашкова) (неизв.-неизв.) – кармелитка;
- сестра Хортензия Гъщаварова (неизв.-неизв.)

### Енористи и свещеници, служили в енорията
1. отец Йосиф Арабаджийски (1832 - 1938)
2. отец Франческо Пеликан (1938 - 1940)
3. отец Йосиф Арабаджийски (1941 - 1857)
4. отец Лудвиг Сторци (1858)
5. отец Йосиф Арабаджийски (1959 - 1862)
6. отец Яко Яковски (1862 - 1872)
7. отец Ернесто Саватоне (1874 - 1892)
8. отец Иван Непомук (1893 - 1899)
9. отец Ангел Бадов (1899 - 1912)
10. отец Амброзий Комаров (1912 - 1913)
11. отец Грегорий Гайдаджийски (1914)
12. отец Амброзий Комаров (1915 - 1917)
13. отец Ангел Бадов (1917 - 1927)
14. отец Самуил Рончев (1927 - 1943)
15. отец Лавренти Стрехин (1943 - 1952)
16. отец Лъв Рончев (1960 - 1973)
17. отец Йосиф Пищийски (1974 -1999)
18. отец Йовко Пищийски (1999 - 2005)
19. отец Румен Станев (2005 - 2020), по-късно ръкоположен за епископ
20. отец Неделчо Начев (2020-)

## Витражи
Витражите в храма имат следната последователност.
- Първият изобразява сцената на Благовещението - чрез този акт Исус се въплъщава, втората сцена е Рождество Христово - чрез тези две сцени се показва идването на Исус на земята, началото на Неговата мисия и как всичко се променя с приемането на християнството - летоброенето, взаимоотношенията между хората.
- Следващите витражи показват хора, отдали живота си на Бог - покровителите на Източна Европа - светите братята Кирил и Методий, свети Бенедикт - покровител на Западна Европа, до него е сестра му Св. Схоластика.
- Следващите са свързани с нашето време, на тях са изобразени папа Йоан Павел II и Майка Тереза. На следващия витраж са изобразени папа Йоан XXIII и Св. Тереза от Кръста, тя също е покровителка на Европа, сестра-кармелитка, убита в Аушвиц.
- Следват няколко витража, свързани с месни мъченици на вярата - на единия е изобразен епископ Иван Романов, умрял в затвора през 1953 г., до него е отец Флавиан Манкин, свещеник в храма, убит през октомври 1944 г. Рафаел Пеев и Гено Буров, които са убити заедно с отец Манкин са на следващия витраж.

Витражите са дело на пловдивския художник Светлана Берберова.
- Витраж на светите братята Кирил и Методий
- Витраж на Йоан-Павел Втори и Майка Тереза
- Витраж на папа Иван ХХIII и Св. Тереза от Кръста

## Орган
През есента на 2020 г. отец Станев монтира в църквата тръбен орган, дарен от Швейцария. Органът е изработен около 1980 г. от Ulrich Wetter в Швейцария, тежи 5 тона и е висок над 5 метра и половина. Той има 1756 тръби, 26 регистъра, два мануала и педалиера.

## Галерия
- Бъдни вечер, 2018
- Статуята над фасадата
- Северната кампанила

- Интериорът на храма
- Изглед към притвора
- Основният кораб

- Страничен олтар
- Главният олтар с апсидата
- Страничен олтар

- Стъклописът в лявата част на трансепта
- Стъклописът в дясната част на трансепта

- Органът е монтиран в трансепта на храма

## Паметници
До входа на храма се намират следните паметници:
- Паметник на загиналите от село Балтаджии в Балканската война (1912 – 1913)
- Паметник на загиналите от селото в Европейската война (1915 – 1918)

- Паметник на загиналите в Балканската война
- Паметник на загиналите в Европейската война